# Sahar Delijani
Sahar Delijani (* 1983) je íránská spisovatelka, jejíž literární prvotina, Strom ztracených vzpomínek, byla přeložena do 28 jazyků.

## Život
Sahar Delijani se narodila v teheránském vězení. Její matka zde strávila dva a půl roku, otec čtyři. Její strýc byl v roce 1988 mezi politickými vězni popravenými tehdejším režimem. Byl pohřbem v masovém hrobě. Delijani a její sourozence vychovávali prarodiče a teta. Doba ve vězení i mimo něj sloužila pak jako inspirace pro první knihu, pojednávající o životě v Íránu mezi léty 1983 a 2011.  
Když bylo Sahar Delijani 12 let přestěhovala se s rodinou do Kalifornie. V roce 2002 začala navštěvovat tamní Kalifornskou univerzitu v Berkeley. Po dokončení studia se se svým manželem, italským filosofem, přestěhovala do italského Turína, kde žije dodnes.  

## Dílo
- Strom ztracených vzpomínek (anglicky Children of Jacaranda Tree,[1] 2013). Tato kniha je drama o třech generacích rodiny a jejich životě v porevolučním Íránu. Vypráví osud žen, mužů a dětí, kteří chtějí žít normální život. Rodina a láska zde hrají obrovskou roli, neboť právě díky nim jsou hrdinové schopni znovu vstát a hledat naději. Toto rodinné pouto nepřeruší ani vězení, ba ani smrt. Autorka čerpala ze zkušeností své rodiny a přátel a známých.